# 島田智佐子
島田 智佐子（しまだ ちさこ、1973年2月7日 - ）は、静岡県出身の元女子バスケットボール選手である。ポジションはガードフォワード。

## 来歴
常葉学園高校からシャンソン化粧品に入社。リーグ10連覇に貢献。ジュニア世界選手権にも出場。
全日本にも選ばれ、バンコクアジア大会で金メダルを獲得する。
2003年、アイシンAWに移籍。2006年にはWリーグ昇格。
2008年引退。

## 経歴
- 常葉学園高校 - シャンソン化粧品（1991年〜2003年） - アイシンAW（2003年〜2008年）

## 日本代表歴
- バンコクアジア大会
- 1999アジア選手権